# Polietossilato
I polietossilati (o poliossietilati) costituiscono una classe di composti chimici polimerici il cui monomero è un ossietilato. Hanno formula generale RO(CH2CH2O)nH, essendo R un radicale idrocarburico o eteroatomico.

## Produzione
I polietossilati sono prodotti a partire da ossido di etilene e alcoli, utilizzando NaOH come catalizzatore, secondo la reazione:
ROH + n C2H4O → RO(CH2CH2O)H
La reazione di sintesi dei polietossilati avviene per catalisi omogenea a temperature intorno ai 100-200 °C in reattore agitato discontinuo.

## Usi
I polietossilati vengono impiegati per la loro azione di tensioattivo non ionico nei detergenti e come emulsionanti. Inoltre prendono parte, assieme agli isocianati, alla sintesi dei poliuretani.

## Lista di alcuni polietossilati

Nonilfenolo etossilato

- Nonilfenolo etossilato